# Alfred Hettner
Alfred Hettner (Dresde 1859- Heidelberg 1941), fue un geógrafo y cartógrafo alemán, que realizó destacadas investigaciones en los Andes. Fue el pionero de la geografía moderna en los países alpinos después de Humboldt del cual recibió grandes influencias.
Hettner fue hijo del historiador alemán de la literatura y arte Hermann Hettner y de Anna Geb. En sus años de educación secundaria en la escuela de gramática en Vitzthum (Dresden) Hettner se convirtió en amigo Rudolf Von Schuber (sobrino de Heinrich Barth, explorador y lingüista alemán) y a partir de este contacto desarrolló interés por los problemas de la geografía.
Entre 1877 y 1881 estudió Geografía, Geología y Filosofía en las universidades de Halle, Bonn y Estrasburgo, obteniendo su doctorado en esta última por medio de una disertación sobre el clima en Chile y la Patagonia occidental (1881).  Su padre murió el 29 de mayo de 1882 y entre las cartas que llegaron con motivo del funeral, recibió una del político Georg Von Busen, quien conocía a su padre, supo de su formación en geografía y buscaba un asesor para su amigo JP Harries-Gastrell (recién nombrado embajador británico en Colombia).
A continuación Hettner se dirigió a Londres, donde se decidió que acompañaría a Gastrell y a su hijo de veinte años a Colombia. Hettner llegó a Colombia en julio de 1882 permaneciendo en este país hasta agosto de 1884. Sirvió como soporte del diplomático inglés hasta que este regreso a Colombia siete meses después de llegar a Colombia, momento en el cual Hettner quedó libre para dedicarse completamente a sus exploraciones concentradas en la cordillera oriental y el análisis de las poblaciones locales. Describió su estancia en Colombia en una serie de ensayos en "países extranjeros" escritos entre 1885 y 1886, luego los junto y publicó en su libro titulado "Reisen in der colombian Andes" (Viaje por los Andes colombianos). A partir del mismo viaje también publicó “La cordillera de Bogotá” texto de carácter especializado en donde se realizaron importantes contribuciones en cuanto a cuestiones como la clasificación geológica o la información geográfica desde una perspectiva regional y una compilación de aspectos más específicos como la tectónica, la morfología, hidrología, clima, mundo vegetal, animal y el ser humano.
Desde el otoño de 1884 hasta la Pascua de 1888, Hettner vivió en la casa de sus padres en Dresde y en Leipzig, donde volvió a entrar en contacto con Richthofen y reanudó una investigación sobre  la Suiza sajona. En 1887 fue habilitado en la Universidad de Leipzig con su trabajo sobre la construcción de la montaña y el diseño de la superficie en Saxonia (Suiza), para el año 1894 se convirtió en profesor titular de esta universidad.  Hettner fundó el Geographische Zeitschrift "Diario Geográfico" en 1895, que bajo su dirección se convirtió en uno de los principales organismos especializados para el discurso disciplinario y durante cuatro décadas le permitió mantener una considerable influencia científica en la disciplina. En la primera edición de esta revista Hettner expuso las bases teóricas del tipo de ciencia al que correspondía la geografía.
```
“
Si comparamos las distintas ciencias, encontraremos que mientras en muchas de ellas la unidad reside en las materias de estudio, en otras reside en el método de estudio. La Geografía pertenece al segundo grupo. Así como la Historia y la Geología Histórica consideran el desarrollo de la raza humana o de la Tierra en términos de tiempo, la Geografía dimana del punto de vista de las variaciones espaciales
”
[
1
]
```

Diez años más tarde profundizará la definición al describir las ciencias espaciales o corológicas como aquellas que estudian a las asociaciones de fenómenos diversos en secciones de espacio o áreas, diferenciándose así de las ciencias históricas y las sistemáticas
En 1897 se trasladó a la Universidad de Tübingen , donde se convirtió en el primer profesor asociado de geografía y para 1899 asumió el cargo de profesor de la Universidad de Heidelberg. Entre 1899 y 1928 Ejerció como profesor de geografía en la Universidad de Heidelberg.  Durante su estancia en Heidelberg se casó con Bertha Rohde, hija del filólogo Erwin Rohde, pero el matrimonio fue corto puesto que tres años después esta moriría de una enfermedad pulmonar. No se casó nuevamente sino 23 años después con Marie Mall.
Hettner realizó otros viajes de investigación a zonas como Sudamérica, África del Norte, Asia oriental  y Rusia. En su viaje a Suramérica exploró e investigó en Perú, Bolivia, Chile, Argentina y Brasil, pero las dificultades del viaje llevaron a que sufriera de una atrofia muscular en una pierna, que más tarde se extendió a la rodilla. En 1914 su movilidad se vio aún más reducida debido a un accidente en el que se fracturo el fémur. En 1911 viajó tanto a Túnez como a Argelia, a los dos años a pesar de la dolencia en su pierna hizo un viaje a gran escala a Asia que duraría hasta 1914 a través de Siberia, gran parte de China, Singapur, Java, la península Malaca, Birmania, Medio oriente, entre otros lugares de Asia. Durante la guerra y la posguerra solo realizó expediciones a cordilleras bajas de Alemania y paisajes vecinos.  

Viaje por los Andes colombianos
Aunque en un principio Hettner buscaba explorar también Ecuador y Venezuela diversas circunstancias le evitaron completar su travesía, concentrando entonces sus investigaciones en la cordillera oriental colombiana. Inicialmente visitó Colón y Panamá, par luego dirigirse a Barranquilla y Llegar a Bogotá a través del río Magdalena. Después de Llegar a Bogotá recorrió sus cercanías e Intentó dirigirse a la ciudad  de Popayán, pero percances en su salud no le permitieron llegar más allá de la zona de frontera entre cauca y Antioquia. Adicionalmente visitó los llanos y más tarde el norte de la cordillera, en su segundo viaje al norte de la Cordillera el peligro de una guerra civil se hizo presente, cuestión que lo obligó a retornar a su país prematuramente.
Durante sus viaje por los  Andes Colombianos describió cuestiones como la alimentación vestimenta y vivienda de las personas de la época, las tradiciones y costumbres locales locales, la estructuración de la sociedad, la agricultura, la minería, la industria y los problemas políticos que agobiaban a Colombia durante esta época. A partir de la experiencia del viaje Hettner pudo observar que:
- Era constante la presencia de paisajes llenos de naturaleza exuberante e incluso mágicos. “la montaña del lado opuesto, que habíamos atravesado por la mañana. Ahora, vista desde lejos, se presentó en un azul delicioso, . . . Una vez entrada la oscuridad, el paisaje adquirió una expresión mágica a través de las numerosas llamaradas que tremolaba en todo el rededor” [3]

- Las riquezas y las tierras eran poco explotadas a nivel general.

- Las constantes guerras civiles habían evitado que el país saliera adelante y además de esto Hettner visibilizó como la corrupción perjudicaba al país.

Algunas obras del autor
- Viaje en los Andes colombianos, Leipzig 1888.
- La Cordillera de Bogotá: Resultados de Viajes y Estudios, Gotha 1892.
- La naturaleza y los métodos de la geografía 1905. (artículo del diario geográfico)
- La Rusia europea, Leipzig 1905.
- Los objetivos de nuestra política mundial, Stuttgart 1915.
- Los teatros de guerra, Leipzig 1916.
- Geografía, su historia, su naturaleza y sus métodos 1927.